# Мариетт, Пьер-Жан
Пьер-Жан Марие́тт (фр. Pierre-Jean Mariette; 7 мая 1694, Париж — 10 сентября 1774, там же) — французский меценат, гравёр, историк и теоретик искусства, издатель, коллекционер.

## Биография
Пьер-Жан Мариетт был представителем большой семьи французских антикваров, коллекционеров, книгоиздателей и гравёров XVII—XVIII веков. Известны Пьер Мариетт Первый (1596—1657), Пьер Второй (1634—1716), сын которого Пьер-Жозеф Мариетт (?— 1729) — гравёр, работавший по живописным оригиналам А. Ватто. Жан Мариетт Старший (1660—1742), внук Пьера Второго, был известным парижским живописцем, гравёром и издателем эстампов. Гравировал орнаментальные композиции в стиле рокайля по рисункам Н. Пино. Его учеником был Ф. Б. Леписье. Жан Мариетт Старший составил альбом гравюр с видами Парижа конца XVII века в 3-х томах, издававшийся в 1727—1737 годах. Его сын и ученик — Пьер-Жан Мариетт Младший. Другой известный ученик — Франсуа Бернар Леписье.

## Деятельность
После учёбы в коллеже иезуитов в Париже, отец отправил Пьера-Жана в поездку по странам Европы чтобы наладить деловые связи. Сначала Пьер-Жан Мариетт отправился в Амстердам, который в то время был центром антикварной торговли, затем в Австрию и Германию. С 1717 года Мариетт работал в Вене хранителем коллекции произведений искусства принца Евгения Савойского и составил каталог этого собрания. Затем путешествовал по Италии. В Париже составлял каталог эстампов Королевской библиотеки. Приветливый, любознательный и общительный Мариетт наладил контакты с научным и художественным сообществом в Европе, которые он позднее поддерживал посредством переписки. Одними из самых известных корреспондентов Мариетта были Пьер Кроза и граф де Келюс.
В 1722 году Мариетт познакомился с П. Кроза, он составил каталог его выдающейся коллекции и приобрёл у Кроза несколько рисунков. Мариетт написал «Письмо о Леонардо да Винчи» в качестве предисловия к книге Келюса о карикатурах Леонардо (1730). Вместе с Кроза П.-Ж. Мариетт осуществлял знаменитое издание эстампов, получившее позднее название «Кабинет Кроза».
Мариетт собственноручно гравировал и печатал иллюстрации к многим изданиям, в частности к «Курсу архитектуры», который включал «Правило пяти ордеров архитектуры» по Виньоле и примеры проектов от Микеланджело до Огюсте́на-Шарля д’Авиле́ (1760). До смерти своего отца в 1742 году Мариетт Младший уже управлял семейным издательством и торговлей эстампами. Однако в конце концов он продал семейное торговое предприятие «У Геркулесовых столпов» и сосредоточил своё внимание на коллекционировании и изучении истории искусства.
Используя книгу «Азбука живописи» (Abecedario pittorico, 1704) П. А. Орланди, собирая различные факты и истории из жизни художников, Мариетт работал над фундаментальной «Историей искусства», или «Жизнеописаниями художников XVIII века» (Vies d’artistes du XVIIIe siecle), но этот труд не был завершён. Рукописи Мариетта впоследствии попали к Ш.-Н. Кошену Младшему, который продолжил его дело. Заметки Мариетта были введены в «Abecedario», составленном Филиппом де Шенневьером и Анатолем де Монтальоном для Общества истории французского искусства, и были изданы в шести томах (Abecedario de P.J. Mariette et autres notes inédites de cet amateur sur les arts et les artistes (Paris, 1851—1860; переиздано Фондом Вильденштейна в 1969 году).
Мариетт коллекционировал античные геммы. В 1737 году опубликовал «Собрание старинных резных камней Левека де Гравеля». В 1750 году — «Трактат о резьбе по камню». В 1757 году Мариетт стал почётным членом Королевской академии живописи и скульптуры.
Со временем Мариетт сосредоточил своё внимание на коллекционировании гравюр и рисунков, картин, изделий из бронзы и терракоты. Среди рисунков его выдающейся коллекции были эскизы Микеланджело для росписи Сикстинской капеллы в Ватикане. Под влиянием Кроза он проявлял внимание к рисункам Рубенса: он приобрел шестьдесят два рисунка для своей коллекции. Когда после смерти Мариетта его коллекции были распроданы на аукционе, то 1266 рисунков были приобретены короной; теперь они составляют часть коллекции Национальной библиотеки в Париже. Альбомы с более чем 3500 эстампами, которые были собраны ещё его отцом Жаном Мариеттом, перешли в коллекцию графов Спенсер в Англии. «Альбомы Спенсера» с гравюрами Жака Калло по картинам Хусепе де Рибера, Адриана ван Остаде и других французских, фламандских и испанских художников из собрания Мариетта являются одним из самых важных приобретений, сделанных за последние годы Художественными музеями Гарвардского университета.
Особый интерес представляет публичная дискуссия между Мариеттом и Дж. Б. Пиранези в 1764—1765 годах. Выдающийся гравёр и знаток древнеримской архитектуры Пиранези был сторонником так называемой панримской теории, он считал архитектуру древних римлян непосредственным продолжением зодчества древних египтян, а не греков, и наивысшим достижением классического мира. Мариетт в «Письме» 1764 года, опубликованном в «Бюллетене Европы», возражал Пиранези и назвал искусство этрусков и римлян вторичным и подражательным, а творчество греков оригинальным и непревзойдённым до настоящего времени.